# Nel mare ci sono i coccodrilli
Nel mare ci sono i coccodrilli è il terzo libro di Fabio Geda, che racconta la storia di Enaiatollah Akbari, dalla sua nascita in Afghanistan, al suo arrivo in Italia. Il romanzo è basato sulle interviste fatte dall'autore a Enaiatollah, che racconta della sua reale esperienza di vita.
Il libro è stato tradotto in 33 paesi, tra cui Finlandia, Giappone e Corea del Sud.

## Trama
Enaiatollah, è un ragazzo di 10 anni e di etnìa hazara, vive a Nawa, un villaggio dell'Afghanistan da dove è costretto a fuggire in quanto suo padre è in debito con alcuni uomini che vogliono prendere Enaiatollah come risarcimento. La prima meta è il Pakistan, la città di Quetta.
Enaiatollah, giunto a Quetta, viene lasciato dalla madre che ritorna alla propria casa dagli altri due figli. Il protagonista trovandosi lì un lavoro conosce Sufi e con lui parte alla volta dell’Iran. Lì lavorano come muratori e dopo un controllo di polizia per due volte Enaiatollah viene rimpatriato forzatamente in Pakistan da dove rientra in Iran da irregolare. Resta tre anni in Iran, mentre era stato un anno e qualche mese in Pakistan. In Iran vive a Qom e ad Esfahan.
Enaiatollah, transitando per Teheran  parte per la Turchia. Arriva ad Istanbul. Una volta lì va in Grecia con dei ragazzini afghani della sua età. Prima giunge all'isola di Lesbo con un'avventurosa e drammatica traversata in gommone, poi va ad Atene, quindi a Corinto. Da qui, da irregolare, parte in nave per l'Italia.
Come ultima meta arriva in Italia; sbarca a Venezia, poi va a Roma ed infine a Torino. In Italia studia e viene preso in custodia da una famiglia (Marco e Danila).
Alla fine riesce a contattare la madre, dopo otto anni di distacco da lei. Finisce di narrare all’età di 21 anni (forse). Il suo è un viaggio drammatico ricco di avventure che lo porteranno come già detto prima ad arrivare in Italia.

## Edizioni
- Fabio Geda, Nel mare ci sono i coccodrilli. Storia vera di Enaiatollah Akbari, Milano, Dalai Editore, 2010, ISBN 886852015X.